# Alopex
Liška (Alopex) je monotypický rod psovitých šelem. Jediným druhem je liška polární, občas je do tohoto rodu však řazen i korsak. Alopex však pravděpodobně není přirozeným rodem, patří do rodu Vulpes.